# 重圆齿香薷
重圆齿香薷（学名：Elsholtzia ciliata var. duplicatocrenata）为唇形科香薷属下的一个变种。

## 扩展阅读
- 維基物種上的相關：重圆齿香薷